# John Lodge
John Charles Lodge (20 de julio de 1943) es un músico británico, más conocido como bajista, vocalista y compositor de la longeva banda de rock The Moody Blues. También ha trabajado como productor discográfico y ha colaborado con otros músicos fuera de la banda. En 2018, Lodge fue incluido en el Salón de la Fama del Rock and Roll como miembro de The Moody Blues.

## Biografía

### Primeros años
John Charles Lodge nació en Erdington, Birmingham, el 20 de julio de 1943. Fue a la escuela Birches Green Junior School, a la Central Grammar School y más tarde fue a la universidad en el Birmingham College of Advanced Technology para estudiar ingeniería. Sus primeras influencias fueron músicos como Buddy Holly y Jerry Lee Lewis. A los 14 años, Lodge conoció a su futuro compañero de banda Ray Thomas.

### Carrera
En un principio, Lodge participó en la escena musical de Birmingham, aunque lo dejó temporalmente para continuar con sus estudios. Sin embargo, en 1966, después de que el bajista original de The Moody Blues, Clint Warwick, abandonara la banda, Lodge sucedió al bajista sustituto temporal Rod Clarke como bajista y vocalista permanente, y se unió a Ray Thomas durante el mismo periodo en que la banda reclutó al guitarrista/vocalista Justin Hayward para sustituir a Denny Laine. El distintivo falsete de Lodge, con una voz alta y armoniosa, y su sólida voz principal fueron un activo importante para los Moody Blues revisados a partir de este momento.
La prolífica composición de Lodge para The Moody Blues creó canciones como "Peak Hour", "(Evening) Time to Get Away", "Gimme a Little Somethin'", "Ride My See-Saw", "House of Four Doors", "Eyes of a Child", "Send Me No Wine", "To Share Our Love", "Candle of Life", "Tortoise and the Hare", "Minstrel's Song", "Emily's Song", "Isn't Life Strange" (que le valió a Lodge un premio de composición de ASCAP), "I'm Just a Singer" (que también le valió un premio de composición de ASCAP), "Steppin' in a Slide Zone", "Survival", "Talking Out of Turn", "Nervous", "Sitting at the Wheel", "Hole in the World", "Under My Feet", "It May Be a Fire", "Rock 'n' Roll Over You", "Love is on the Run", "Here Comes the Weekend", "Lean on Me (Tonight)", "Shadows on the Wall", "Magic", "Wherever You Are", "Love Don't Come Easy", "Words You Say", "Forever Now", "On This Christmas Day", "The Spirit of Christmas", y "Gemini Dream" - esta última es una co-composición con Justin Hayward que les hizo ganar conjuntamente un premio ASCAP de composición. La revista Bass Player señaló que Lodge fue votado como uno de los diez mejores bajistas de todos los tiempos.
Lodge coescribió "Out and In" con Mike Pinder, grabada en To Our Children's Children's Children en 1969. También colaboró con su compañero de los Moody Blues, Justin Hayward, en el álbum de 1975 Blue Jays, publicado en Threshold Records, que además de las composiciones de Hayward incluía tres canciones escritas por Lodge: "Maybe", "Saved by the Music" y "You", junto con dos temas coescritos por Lodge y Hayward: "Remember Me (My Friend)" y "When You Wake Up", y más tarde, Lodge publicó un álbum en solitario, Natural Avenue, en Decca Records en 1977, del que salió el sencillo "Say You Love Me". Durante la década de 1970, produjo música para el grupo Trapeze.
En 1980, Lodge lanzó un sencillo en solitario que no era un álbum, "Street Cafe" b/w "Threw It All Away" en Decca Records. En este sencillo participó el teclista de The Moody Blues Patrick Moraz, que se había unido al grupo dos años antes, en sustitución de Pinder. Desde 1981, Lodge ha coescrito canciones para la banda con Justin Hayward, como: "Meet Me Halfway", "Talkin' Talkin'", "Running Out of Love", "Slings and Arrows", "Want to Be with You", "River of Endless Love", "Breaking Point", "Miracle", "Once Is Enough", "Highway", "Is This Heaven?", "Sooner or Later (Walking on Air)", "Strange Times", y "The One", y a partir de diciembre, "In the Quiet of Christmas Morning (Bach 147)" entre otras.
En 1985, The Moody Blues recogieron el Premio Ivor Novello a la Contribución Sobresaliente a la Música.
Lodge participó en el álbum de homenaje a los Moody Blues de 2011, Moody Bluegrass TWO...Much Love, como vocalista principal de su canción "Send Me No Wine". Lodge se unió a otros miembros actuales y pasados de los Moody Blues en este álbum. Dos de las composiciones de los Moody Blues de Lodge, "Ride My See-Saw" y "I'm Just a Singer (In a Rock and Roll Band)" aparecen en un álbum de homenaje anterior, Moody Bluegrass: A Nashville Tribute to the Moody Blues, publicado en 2004.
En mayo de 2015, John lanzó un álbum en solitario titulado 10,000 Light Years Ago, que lo reunió con Ray Thomas y Mike Pinder. Hizo una gira detrás del álbum en 2017 y 2018.
En febrero de 2019, Lodge llevó a su banda en solitario al 'Cruise to the Edge', que salió de Florida. Lodge y Jon Davison de Yes se hicieron amigos a bordo cuando Davison comenzó a salir con su hija Emily. Desde entonces, Davison ha salido de gira con John como 'vocalista invitado'.
El 2 de abril de 2019, se anunció que Lodge se uniría a Yes en "The Royal Affair Tour" en el verano de 2019, que también incluirá a Asia y al legado de ELP de Carl Palmer.
En septiembre de 2019, Lodge recibió el 'Lifetime Achievement Award' en los Annual Prog Awards de la revista Prog en Londres.
En febrero de 2020, Lodge apareció en 'Rock and Romance Cruise' junto a Don Felder, America, y otros actos, antes de continuar con una gira de 12 fechas. Jon Davison volvió a unirse a Lodge en el escenario. La gira terminó el 8 de marzo, justo antes de que comenzaran los cierres de COVID-19.
Durante el cierre, Lodge escribió y grabó en su estudio casero la canción "In These Crazy Times". El propio Lodge grabó el tema, al que se unieron su hijo Kristian en la guitarra solista, su mujer Kirsten en los coros y Jon Davison, mientras que su hija Emily dirigió el proyecto.

## Vida personal
Lodge está casado con su mujer, Kirsten, desde el 10 de septiembre de 1968, y son padres de dos hijos mayores. Su primer hijo, una hija llamada Emily, nació en 1970; Lodge escribió "Emily's Song" para el álbum de Moody Blues de 1971, Every Good Boy Deserves Favour. Su hijo Kristian nació dos años después. Lodge ha hablado en varias ocasiones de su condición de cristiano evangélico, y atribuye a su fe el haber evitado que se hundiera en los elementos más peligrosos del negocio de la música rock. Lodge es seguidor del Birmingham City F.C.
Actualmente reside en Surrey.